# Die Waldtruppe
Die Waldtruppe (chinesisch 无敌鹿战队 Wúdí Lù Zhànduì bzw. engl. Deer Squad) ist eine animierte Fernsehserie für Vorschulkinder, die seit 2017 als chinesisch-US-amerikanische Koproduktion bei iQiyi entsteht. Derzeit sind drei Staffeln angekündigt, die Premiere der Serie über vier befreundete Hirsche und Rehe mit Superkräften fand 2020 statt.

## Handlung und Figuren
Kai, Lola, Rammy und Bobbi sind Hirsche und Rehe, die sich zusammentun, um die Stadt Platinum City und den Wald Central Forest zu beschützen. Jede Figur hat eigene Superkräfte und ein besonderes Fahrzeug.
Die Waldtruppe besteht aus vier Hauptfiguren:
- Kai ist ein gelber Hirsch und der Anführer der Waldtruppe. Er hat Wasserkräfte und ein Luftkissenfahrzeug.

- Lola ist ein rosa Reh, das Waldkräfte und ein fliegendes Auto hat. Sie ist das einzige weibliche Mitglied der Waldtruppe und kümmert sich gerne um die Tiere und Pflanzen.

- Rammy ist ein großer roter Hirsch, der über Sonnenkräfte und ein Rennauto verfügt, das sich in ein Roboterpferd verwandeln kann. Er ist ein Beschützertyp und mag Kampfsport, Tanzen und Meditation.

- Bobbi ist ein kleiner grüner Hirsch, der über Erdkräfte verfügt und ein besonders schnelles Auto hat. Seine Persönlichkeit ist eher kindlich.

Daneben gibt es wiederkehrende Widersacher wie Sir Steel, einen egoistischen Unternehmer, und seine Assistentin Professor Scratch.

## Produktion und Veröffentlichung
Im Sommer 2017 kündigten Nickelodeon Asia, iQiyi und Zhejiang Television an, gemeinsam eine Animationsserie zu produzieren. Die internationalen Vermarktungsrechte sollten bei einer Viacom-Tochter liegen, die Serie mit dem Arbeitstitel Deer Run sollte bei iQiyi unter Anleitung von Nickelodeon hergestellt werden. Die erste Staffel der computeranimierten Serie umfasst 40 Folgen à 11 Minuten, eine zweite Staffel wurde schon im Oktober 2018 vor der ersten Ausstrahlung bestätigt. Anfang 2021 kündigte VIS KIDS (ViacomCBS) an, dass es auch eine dritte Staffel geben werde.
Erstmals gezeigt wurde die Serie am 15. Juli 2020 auf iQiyis Video-on-Demand-Plattform, im August dann bei den asiatischen Fernsehsendern von Nickelodeon. In Deutschland fand die Erstausstrahlung am 14. Dezember 2020 bei Nicktoons Deutschland statt, am 9. August 2021 lief sie zum ersten Mal bei Nick Deutschland im Free-TV. Die erste Ausstrahlung in den USA fand am 25. Januar 2021 bei Nickelodeon statt.

## Episodenliste

### Staffel 1
Die Episoden sind nach Ausstrahlungsreihenfolge in den USA sortiert, da es bei der Produktionsreihenfolge oftmals zu Anschlussfehlern kommt.
| Nummer(gesamt) | Nummer(Staffel) | Deutscher Titel            | Originaltitel            | Erstveröffentlichung (USA) | Erstausstrahlung (Deutschland) |
| 1a             | 1               | Gute Nacht, Central Forest | Goodnight Central Forest | 25. Januar 2021            | 14. Dezember 2020              |
| 1b             | 2               | Steelzilla                 | Steelzilla               | 25. Januar 2021            | 14. Dezember 2020              |
| 2a             | 3               | Rettet die Bienen!         | Save The Bees            | 26. Januar 2021            | 14. Dezember 2020              |
| 2b             | 4               | Die Robo-Ente!             | Duck Dilemma             | 26. Januar 2021            | 14. Dezember 2020              |
| 3a             | 5               | Fischen verboten           | Catfish Capers           | 27. Januar 2021            | 15. Dezember 2020              |
| 3b             | 6               | Blubber-Chaos im Park      | Bubble Debacle           | 27. Januar 2021            | 15. Dezember 2020              |
| 4a             | 7               | Der Kai-Express            | Kai Express              | 28. Januar 2021            | 15. Dezember 2020              |
| 4b             | 8               | Der Enten-Sturm            | Ducknado                 | 28. Januar 2021            | 15. Dezember 2020              |
| 5a             | 9               | Donut-Panik                | Donut Panic              | 29. Januar 2021            | 16. Dezember 2020              |
| 5b             | 10              | Der Eisboter               | I Scream                 | 29. Januar 2021            | 16. Dezember 2020              |
| 6a             | 11              | Das See-Ungeheuer          | Deep Blue Boo Boo        | 1. Februar 2021            | 16. Dezember 2020              |
| 6b             | 12              | Chaos in Karamell          | Stuck Together           | 1. Februar 2021            | 16. Dezember 2020              |
| 7a             | 13              | Gefahr aus dem All         | Meteor Mayhem            | 2. Februar 2021            | 17. Dezember 2020              |
| 7b             | 14              | Das Tanzturnier            | Dance Of Destruction     | 2. Februar 2021            | 17. Dezember 2020              |
| 8a             | 15              | Fan Club                   | Fan Club                 | 3. Februar 2021            | 17. Dezember 2020              |
| 8b             | 16              | Steel auf schnellem Fuß    | Speeding Steel           | 3. Februar 2021            | 17. Dezember 2020              |
| 9a             | 17              | Der Tauschomat             | Switcheroo               | 4. Februar 2021            | 18. Dezember 2020              |
| 9b             | 18              | Die Ei-Beschützer          | Protect The Egg          | 4. Februar 2021            | 18. Dezember 2020              |
| 10a            | 19              | Steel hebt ab              | Steel In Space           | 5. Februar 2021            | 18. Dezember 2020              |
| 10b            | 20              | Häschen-Invasion           | That's Magic             | 5. Februar 2021            | 18. Dezember 2020              |
| 11a            | 21              | Operation Doppelgänger     | Double Trouble           | 8. Februar 2021            | 17. Mai 2021                   |
| 11b            | 22              | Recycling-Tag              | Box Not So Clever        | 8. Februar 2021            | 17. Mai 2021                   |
| 12a            | 23              | Wolkenkunst                | Sky Art                  | 10. Februar 2021           | 18. Mai 2021                   |
| 12b            | 24              | Das große Rennen           | The Great Race           | 10. Februar 2021           | 18. Mai 2021                   |
| 13a            | 25              | Der Multi-Übersetzer       | Doctor Steel Little      | 12. Februar 2021           | 19. Mai 2021                   |
| 13b            | 26              | Die Blumenshow             | Astonished and Amazed    | 12. Februar 2021           | 19. Mai 2021                   |
| 14a            | 27              | Angriff der Drohnen        | Attack of the Drones     | 16. Februar 2021           | 20. Mai 2021                   |
| 14b            | 28              | Der Schleim-Macher         | Slime Time               | 16. Februar 2021           | 20. Mai 2021                   |
| 15a            | 29              | Captain Steel              | Captain Steel            | 18. Februar 2021           | 21. Mai 2021                   |
| 15b            | 30              | Ohne Wasser geht es nicht  | Wash Out                 | 18. Februar 2021           | 21. Mai 2021                   |
| 16a            | 31              | Schwerelos                 | Gravity Calamity         | 24. Mai 2021               | 22. Mai 2021                   |
| 16b            | 32              | Der Ball ist los           | Ball of Chaos            | 24. Mai 2021               | 22. Mai 2021                   |
| 17a            | 33              | Lolas Flug-Schau           | Lola's Air Display       | 26. Mai 2021               | 23. Mai 2021                   |
| 17b            | 34              | Der Abwasserkanal          | Down the Sewers          | 26. Mai 2021               | 23. Mai 2021                   |
| 18a            | 35              | Klein gegen Groß           | Small Is Smashing        | -                          | 24. Mai 2021                   |
| 18b            | 36              | Der Kiefernzapfen-Turbo    | Pine Cone Power Up       | -                          | 24. Mai 2021                   |
| 19a            | 37              | Die Überraschungsparty     | Steel Antlers            | -                          | 25. Mai 2021                   |
| 19b            | 38              | Beeren in Gefahr           | Berry Bad                | -                          | 25. Mai 2021                   |
| 20a            | 39              | Die Riesenrübe             | Turnip For the Books     | -                          | 26. Mai 2021                   |
| 20b            | 40              | Im Sog des Magneten        | Magnet Maelstrom         | -                          | 26. Mai 2021                   |